# Guers Tiaallaline
Guers Tiaallaline  (in arabo غرس تعلالين‎?) è un centro abitato e comune rurale del Marocco situato nella provincia di Midelt, regione di Drâa-Tafilalet. Conta una popolazione di 12 927 abitanti (censimento 2014).